# The Next Web
The Next Web (TNW), fundada el 2006, és un web de notícies sobre tecnologia i desenvolupament web. És l'empresa que organitza els The Next Web Events, amb conferències realitzades a Amsterdam, Nova York, i Sao Paulo. TNW va ser fundada per Boris Veldhuijzen van Zanten i Patrick de Laive. Té 35 empleats a la seva seu central d'Amsterdam i 12 periodistes més a nivell mundial.
El setembre de 2014, l'empresa va anunciar una col·laboració amb Tencent per traduir els seus articles al xinès per a ser distribuïts a Tencent QQ, el tercer lloc web més popular de la Xina.
A febrer de 2015, TNW rep 7.2 milions de visitants mensuals i 9.5 milions de pàgines vistes mensualment.